# Видогощі
Видогощі (рос. Видогощи) — присілок в Калінінському районі Тверської області Російської Федерації.
Населення становить 33 особи. Входить до складу муніципального утворення Каблуковське сільське поселення.

## Історія
Від 2005 року входить до складу муніципального утворення Каблуковське сільське поселення.

## Населення
| 1859 | 1887 | 1897 | 2002 | 2010 |
| ---- | ---- | ---- | ---- | ---- |
| 582  | ↗712 | ↘632 | ↘52  | ↘33  |